# Рай-Брук (Нью-Йорк)
Рай-Брук (англ. Rye Brook) — селище (англ. village) в США, в окрузі Вестчестер штату Нью-Йорк. Населення — 10 047 осіб (2020).

## Географія
Рай-Брук розташований за координатами 41°1′48″ пн. ш. 73°41′11″ зх. д. / 41.03000° пн. ш. 73.68639° зх. д. (41.030003, -73.686354).  За даними Бюро перепису населення США в 2010 році селище мало площу 8,97 км², з яких 8,89 км² — суходіл та 0,08 км² — водойми.

## Демографія
Згідно з переписом 2010 року, у селищі мешкало 9347 осіб у 3461 домогосподарстві у складі 2556 родин. Густота населення становила 1042 особи/км².  Було 3603 помешкання (402/км²).
Расовий склад населення:
| - 89,0 % — білих - 4,5 % — азіатів - 1,5 % — чорних або афроамериканців - 0,2 % — корінних американців - 3,0 % — осіб інших рас |

До двох чи більше рас належало 1,7 %. Частка іспаномовних становила 11,1 % від усіх жителів.
За віковим діапазоном населення розподілялося таким чином: 25,3 % — особи молодші 18 років, 55,0 % — особи у віці 18—64 років, 19,7 % — особи у віці 65 років та старші. Медіана віку мешканця становила 44,1 року. На 100 осіб жіночої статі у селищі припадало 88,4 чоловіків;  на 100 жінок у віці від 18 років та старших — 85,2 чоловіків також старших 18 років.
Середній дохід на одне домашнє господарство  становив 196 905 доларів США (медіана — 131 488), а середній дохід на одну сім'ю — 232 693 долари (медіана — 175 294). Медіана доходів становила 150 827 доларів для чоловіків та 77 279 доларів для жінок. За межею бідності перебувало 5,0 % осіб, у тому числі 6,8 % дітей у віці до 18 років та 6,4 % осіб у віці 65 років та старших.
Цивільне працевлаштоване населення становило 4194 особи. Основні галузі зайнятості: освіта, охорона здоров'я та соціальна допомога — 24,1 %, науковці, спеціалісти, менеджери — 19,8 %, фінанси, страхування та нерухомість — 13,8 %.